# Dogging

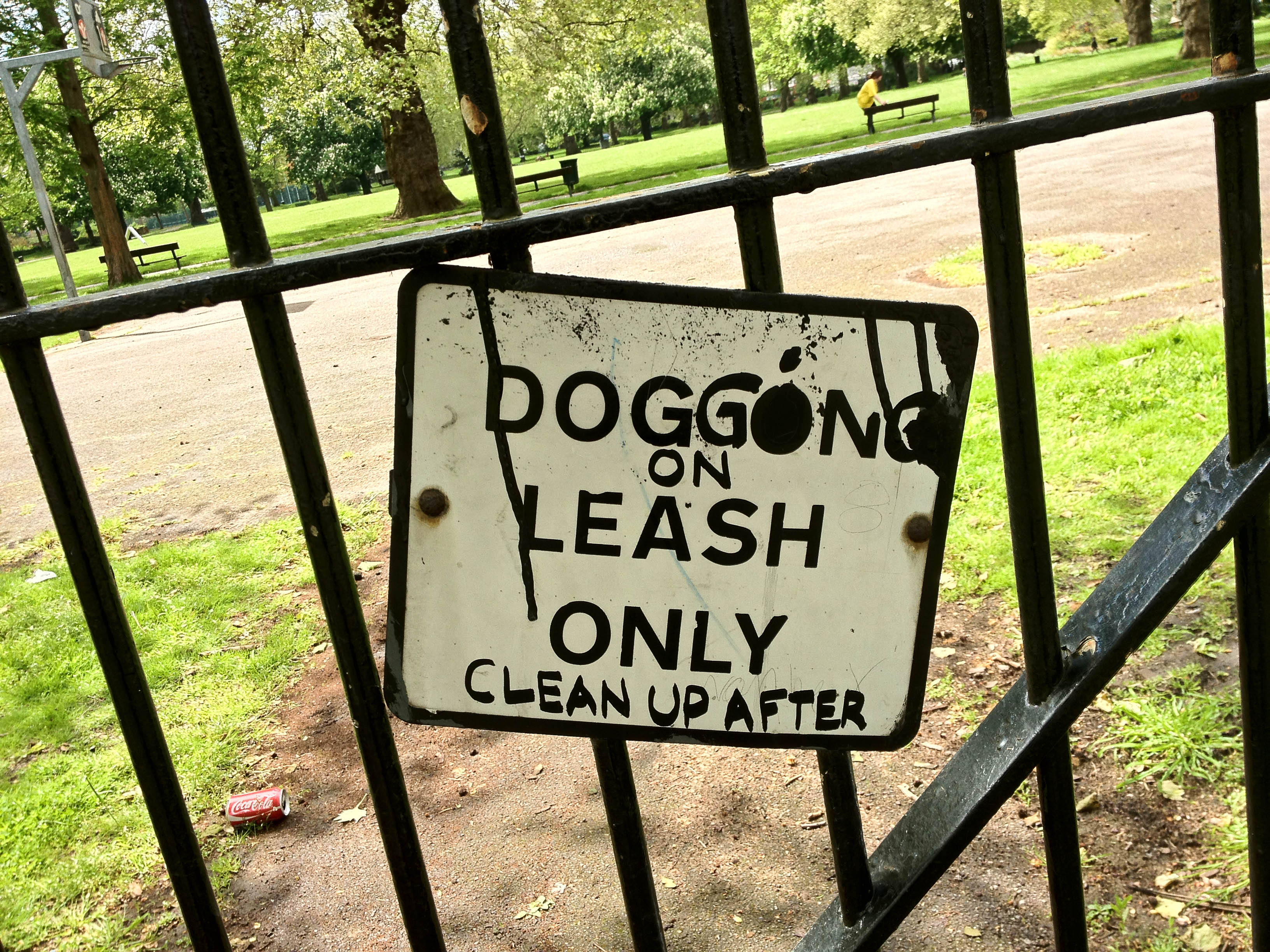
Un cartello di divieto vandalizzato che si riferisce al dogging a Kennington Park, Londra nel 2012

Il dogging (che significa letteralmente "portare fuori il cane") è un termine inglese per designare una pratica sessuale in cui si effettuano o si guardano dei rapporti sessuali in luoghi pubblici aperti come boschi, parchi, parcheggi mentre si viene guardati da passanti sconosciuti che possono solo guardare o partecipare attivamente al rapporto.

## Descrizione
Questa pratica nata originariamente prima in Gran Bretagna, si è diffusa anche in altri paesi quali Italia, Polonia, Norvegia, Danimarca e Svezia.
Possono esserci anche più di due partner; possono essere inclusi sia il sesso di gruppo che i gang bang. Poiché l'osservazione è incoraggiata, il voyeurismo e l'esibizionismo sono strettamente associati al dogging. Le persone coinvolte si incontrano casualmente o, sempre più, organizzano gli incontri  su Internet.
La definizione originale di dogging consisteva nello spiare coppie che praticano sesso in una vettura o in un altro luogo pubblico.

## Etimologia
Il Sunday Herald of Scotland, un quotidiano scozzese, ha scritto nel 2003, "Il termine Dogging ha origine nei primi anni 1970 per descrivere uomini che spiavano le coppie che facevano sesso." Un'etimologia alternativa pone il dog walking (ovvero portare a spasso il cane) come l'origine del termine; i partecipanti e chi andava a guardare potevano usare la scusa di portare a spasso i propri animali domestici come copertura per le loro pratiche sessuali.